# Причины Первой мировой войны

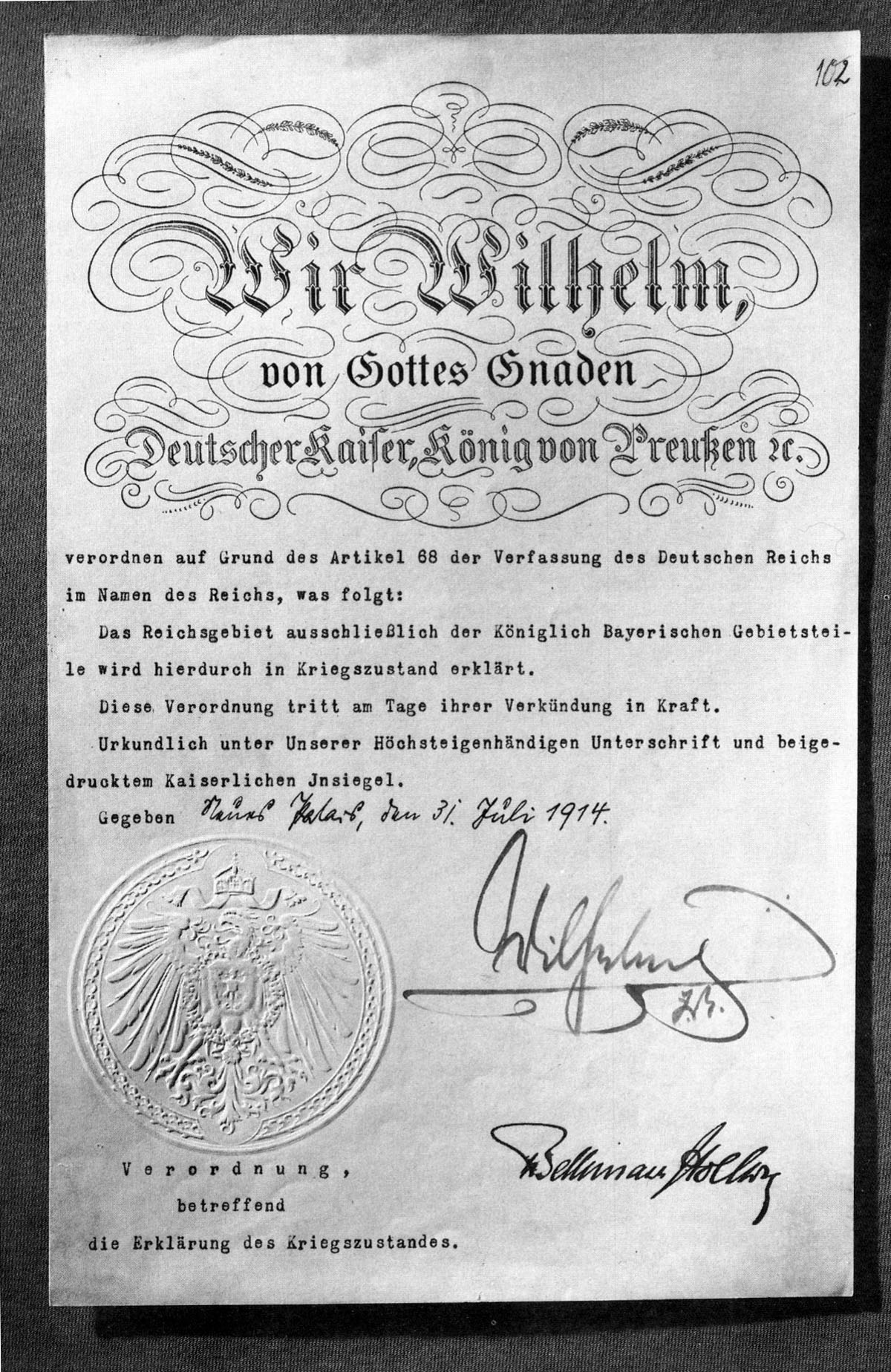
Объявление Первой мировой войны. «Мы, Вильгельм, милостью Божьей, император Германии, король Пруссии…»

Военные блоки в Европе к 1914

Вопрос о причинах Первой мировой войны является одним из самых обсуждаемых в мировой историографии с момента начала войны в июле 1914 года.
Непосредственным поводом начала военных действий принято считать Сараевское убийство эрцгерцога Франца Фердинанда сербским националистом Гаврилой Принципом. С другой стороны, столь же общепризнано, что убийство было лишь формальным поводом, «толчком» к войне, в то время как к ней исподволь вели многочисленные скрытые факторы, центральными из которых являлось желание Великобритании и молодой Германской империи господствовать в мире и конкурирующие национальные интересы крупнейших европейских держав.

## Факторы политики европейских держав
Широко распространено мнение, что все крупные европейские державы были заинтересованы в начале войны, не видя других способов разрешить накопившиеся противоречия. При рассмотрении нижеуказанных факторов во избежание путаницы следует помнить, что из нижеперечисленных стран Великобритания, Франция и Россия находились в составе Антанты, а Германия, Италия и Австро-Венгрия — в составе Тройственного союза.

### Британская империя
- Не могла простить Германии поддержку буров в англо-бурскую войну 1899—1902 гг.
- Не намеревалась отстранённо наблюдать за германской экспансией в районы, которые считала «своими»: Восточную и Юго-Западную Африку.
- Вела против Германии необъявленную экономическую и торговую войну.
- Вела активные военно-морские приготовления на случай агрессивных действий со стороны Германии.
- Из-за потенциальной немецкой угрозы отказалась от политики «блестящей изоляции» и перешла к политике образования антигерманского блока государств.
- Контроль морских путей. Британия должна иметь сильный флот.

### Франция

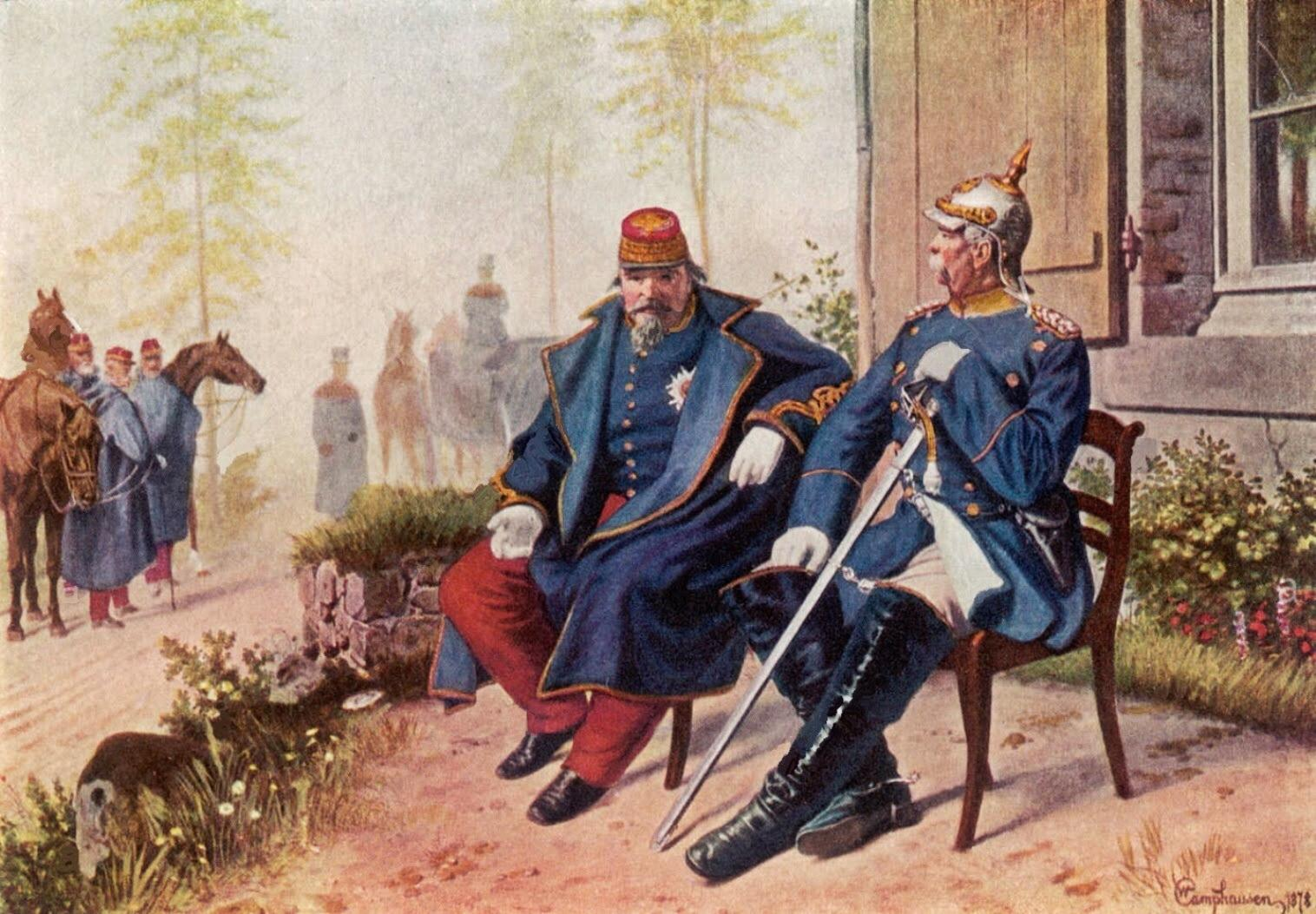
Наполеон III в плену у Бисмарка в 1870

- Стремилась взять реванш за поражение, нанесённое ей Германией во франко-прусской войне 1870 года.
- Намеревалась возвратить Эльзас и Лотарингию, отделённые от Франции в 1871 году по итогам войны.
- Несла убытки на своих традиционных рынках сбыта в конкуренции с немецкими товарами.
- Опасалась новой германской агрессии.
- Любой ценой стремилась сохранить свои колонии, в частности, Северную Африку.

### Российская империя
- Претендовала на свободный проход своего флота в Средиземное море, настаивала на ослаблении или пересмотре в свою пользу режима контроля над проливом Дарданеллы.
- Расценивала строительство железной дороги Берлин — Багдад (1898 год) как недружественный со стороны Германии акт. При этом ссылалась на то, что это посягает на её права в Азии по англо-русскому соглашению 1907 года о распределении сфер влияния в этом регионе. Однако к началу Первой мировой войны эти разногласия с Германией были урегулированы Потсдамским соглашением 1911 года.
- Противодействовала германской гегемонии в Европе и австрийскому проникновению на Балканы.
- Настаивала на исключительном праве протектората над всеми славянскими народами; поддерживала на Балканах антиавстрийские и антитурецкие настроения у сербов и болгар.
- Россия прилагала значительные усилия по решению «Армянского вопроса». После многолетних переговоров Россия совместно с другими европейскими державами заключила Соглашение о проведении реформ в армянских вилайетах на территории Османской империи[1][2][3][4], так как все предыдущие договорённости по проведению «армянских реформ» — в частности, ст. 61 Берлинского конгресса и изданный в октябре 1895 года Абдул-Хамидом II Декрет о реформах в Армении — оставались только на бумаге и ещё больше усугубляли негативное отношение турецкого государства к армянам[1][5][6][7].

### Италия
- Расширение территории государства путём захвата новых земель.
- Переход на сторону Антанты в связи с большей лёгкостью захвата земель.

### Сербия
- Новообразованное государство (полная независимость с 1878 года) стремилось утвердиться на Балканах в качестве лидера славянских народов полуострова.
- Планировала создание Югославии, включив в неё всех славян, проживающих на юге Австро-Венгрии.
- Неофициально поддерживала националистические организации, боровшиеся против Австро-Венгрии и Турции, то есть вмешивалась во внутренние дела других государств.

### Болгария
- Стремилась утвердиться на Балканах в качестве лидера славянских народов полуострова (в противовес Сербии).
- Стремилась вернуть территории, потерянные в ходе Второй Балканской войны, а также приобрести территории, на которые страна претендовала по итогам Первой Балканской войны.
- Желала отомстить Сербии и Греции за унизительное поражение в 1913 году.

### Польша
- Не имевшие национального государства после разделов Речи Посполитой, поляки стремились к обретению независимости и объединению польских земель.

### Германская империя

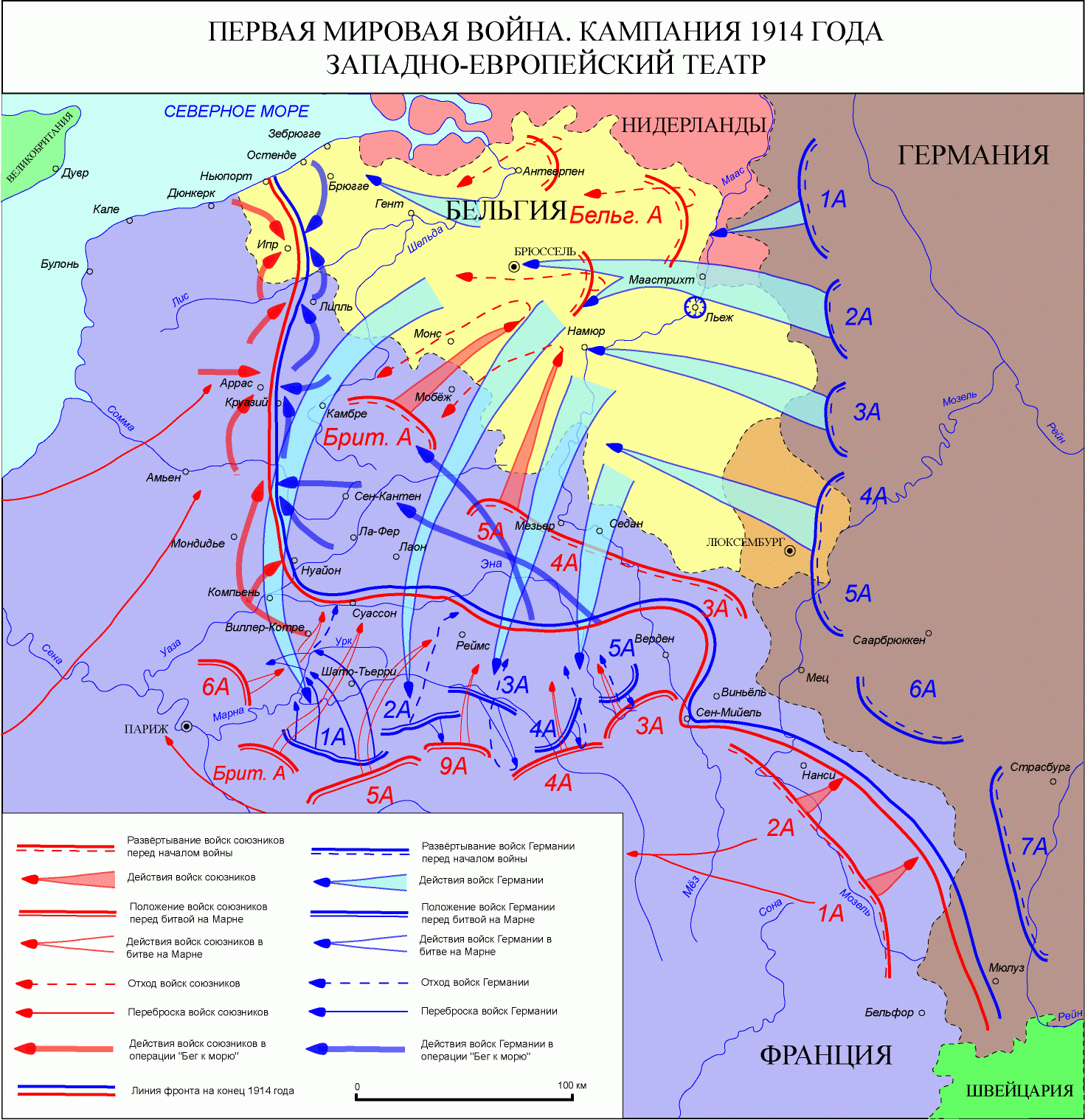
Германский план молниеносного разгрома Франции («план Шлиффена») и планы французского контрнаступления

- Стремилась к политическому и экономическому господству на Европейском континенте.
- Включившись в борьбу за колонии только после 1871 года, претендовала на равные права в колониальных владениях Британской империи, Франции, Бельгии, Нидерландов и Португалии. Проявляла особую активность в получении рынков.
- Квалифицировала Антанту как соглашение, целью которого было подорвать могущество Германии.
- Желала приобретения новых территорий.

### Австро-Венгрия

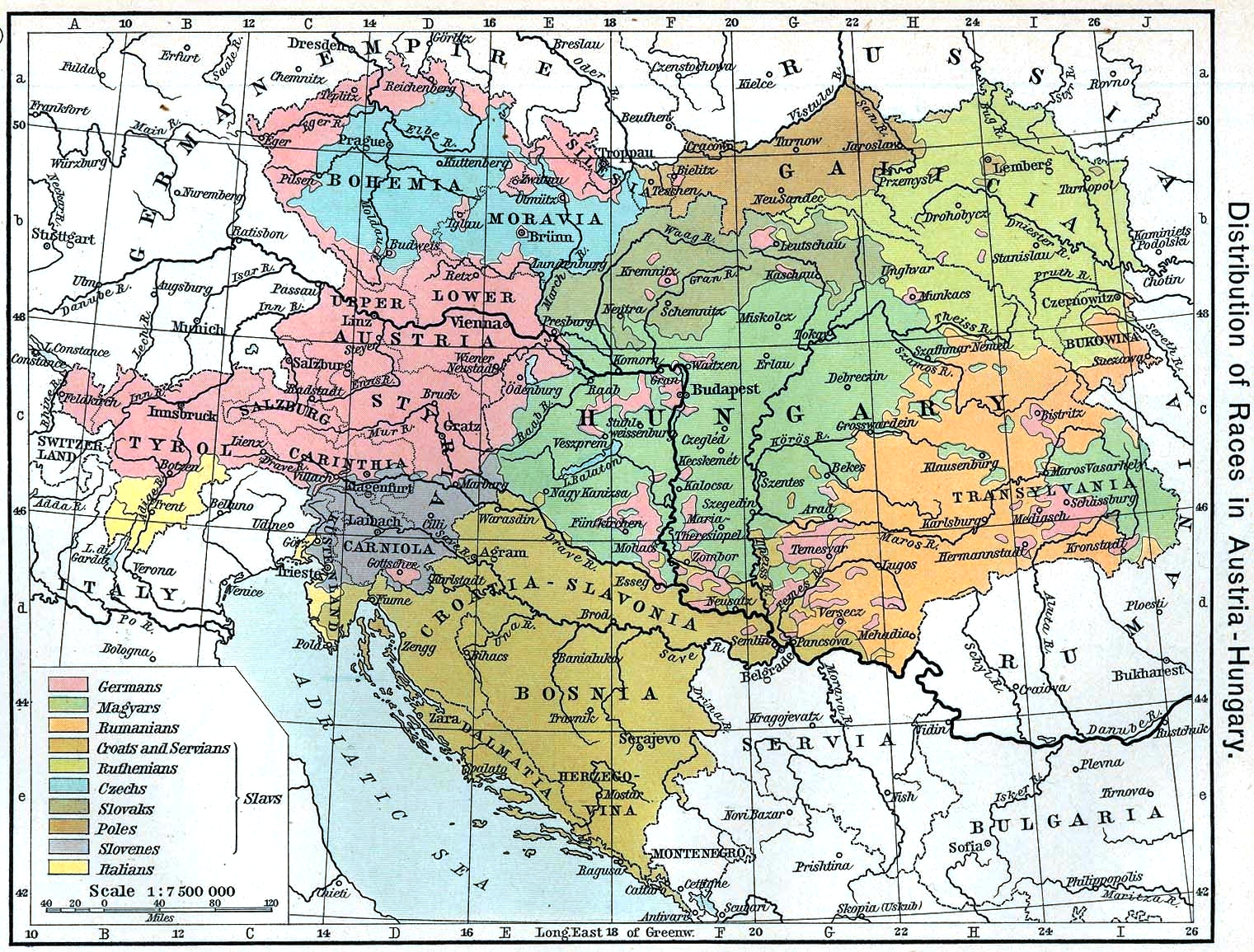
Этническая карта Австро-Венгрии в 1911

- Будучи многонациональной империей, по причине межнациональных противоречий Австро-Венгрия была постоянным очагом нестабильности в Европе.
- Стремилась удержать захваченные ею в 1908 году Боснию и Герцеговину (см. Боснийский кризис).
- Противодействовала России, взявшей на себя роль защитника всех славян на Балканах, и Сербии, претендовавшей на роль объединительного центра южных славян.

### Османская империя
- Стремилась вернуть территории, потерянные по итогу Балканской войны.
- Стремилась сохранить единство нации (в условиях фактически разваливающейся государственности), что проще сделать перед лицом внешней угрозы.
- На Ближнем Востоке сталкивались интересы практически всех держав, стремившихся успеть к разделу разваливающейся Османской империи (Турции).
- Пыталась ликвидировать «Армянский вопрос».

### Румыния
- Стремилась присоединить национальные территории, населённые румынами — либо на стороне Центральных держав и вернуть Бессарабию, находившуюся под контролем Российской империи, либо на стороне Антанты и захватить Трансильванию, находившуюся под контролем Австро-Венгрии.

### Греция
- Существование греко-сербского союза.
- Стремление к реализация великой идеи, реставрации Византии.

## Видные политические и научные деятели о причинах Первой мировой войны
- «Имперская Германия спровоцировала войну, потому что, наращивая свои военно-морские силы в 10-летний период перед 1914 годом, она бросала вызов морскому господству Великобритании, а её дипломатической стратегией являлось унижение Франции и России, чтобы продемонстрировать им, что они слишком слабы, чтобы объединиться против Германии. В результате немцы вынудили эти страны к союзу, к которому впоследствии присоединилась Великобритания» (Генри Киссинджер, государственный секретарь США[8]).

- «Да, именно Германия добавила последнюю каплю, переполнившую чашу через край. Однако для объективного исследователя главный вопрос заключается именно в том, кто наполнил чашу до краёв, сделав войну неизбежной» (Гюстав Лебон, основатель школы социальной психологии[9]).

Современные историки возлагают ответственность за начало войны в порядке убывания на Германию, Австро-Венгрию, Россию, Сербию, Францию, Британию.

### Мнения об инициативе Николая II передать Австро-сербский спор в Гаагский трибунал
29 июля 1914 года, после объявления Австро-Венгрией войны Сербии, за два дня до объявления Германией войны России и через несколько часов после подписания Николаем II приказа о всеобщей мобилизации, Николай II отправил кайзеру Вильгельму II следующую телеграмму:

«Благодарю за твою телеграмму, примирительную и дружескую. Между тем, официальное сообщение, переданное сегодня твоим послом моему министру, было совершенно в другом тоне. Прошу объяснить это разногласие. Было бы правильным передать австро-сербский вопрос на Гаагскую конференцию. Рассчитываю на твою мудрость и дружбу».
После отправки телеграммы царь распорядился отменить объявленную мобилизацию, но военные власти продолжали уже начавшийся процесс; утром 30-го июля кайзер ответил следующей телеграммой: 

«Моему посланнику дана инструкция обратить внимание вашего правительства на опасности и серьёзные последствия мобилизации. Я говорил то же в своей последней телеграмме. Австрия мобилизовалась только против Сербии и только частично. Если Россия мобилизуется против Австро-Венгрии … Вся тяжесть решения лежит теперь на ваших плечах. Вы несете ответственность за войну и мир»
Французский посол в России Морис Палеолог писал в своих воспоминаниях (с. 155, 156):

Воскресенье, 31 января 1915 года Петроградский «Правительственный Вестник» публикует текст телеграммы от 29 июля прошлого года, в которой император Николай предложил императору Вильгельму передать австро-сербский спор Гаагскому суду. <…> Немецкое правительство не сочло нужным опубликовать эту телеграмму в ряду посланий, которыми непосредственно обменялись оба монарха во время кризиса, предшествовавшего войне. <…> — Какую ужасную ответственность взял на себя император Вильгельм, оставляя без единого слова ответа предложение императора Николая! Он не мог ответить на такое предложение иначе, как согласившись на него. И он не ответил потому, что хотел войны. 
В 1915—1919 годах (в течение Первой мировой войны) об этой телеграмме писали и посол Великобритании в России Дж. Бьюкенен(глава 14), и некоторые видные зарубежные общественные деятели и историки(P.132-133). В 1918 году эта телеграмма упоминалась даже в американской энциклопедии о Первой мировой войне. Заместитель Генерального прокурора США Джеймс М.Бек писал в 1915 году (в переводе с английского):

Это любопытный и наводящий на размышление факт, что Министерство иностранных дел Германии в изданной (осенью 1914 года) переписке между кайзером и царем опустило одну из наиболее важных телеграмм. … Министр иностранных дел Германии после этого объяснил, что они считают эту телеграмму «не имеющей никакого важного значения» для публикации. — Комментарий излишен! Как видно, царь в начале своей переписки с кайзером предложил передать всю Австро-сербскую проблему в Гаагский трибунал. Сербия внесла то же самое предложение. … А ведь мир в долгу перед русским царем ещё и за первую Гаагскую конференцию, которая была созвана и проведена по его инициативе…
После Первой мировой войны об этой важной мирной инициативе Николая II писал (в 1931 году) Уинстон Черчилль(P. 170), а в 1960-х годах — Роберт Мэсси в своей книге «Николай и Александра»(P. 320), в 2003 году — английские историки из Кембриджского университета. Из российских современных историков об этой мирной инициативе Николая II написано в известной книге «История России: век XX» под ред. д. и. н. А. Зубова(с. 291).